# ویکی پیترسون
ویکی پیترسون (انگلیسی: Vicki Peterson؛ زادهٔ ۱۱ ژانویهٔ ۱۹۵۸) یک موسیقی‌دان اهل ایالات متحده آمریکا است. او از اعضای گروه بنگلز بود.